# Maison de Mosse
La Maison de Mosse (pron. fr. AFI: [mezɔ̃ də mos]) è una casaforte medievale che sorge nella frazione Runaz (pron. fr. AFI: [ʁyna]) del comune di Avise, in Valle d'Aosta, a circa 400 m dal monumento architettonico di Pierre-Taillée.
Di proprietà regionale, oggi è un importante centro polivalente: ospita la biblioteca comunale, un piccolo auditorium, mostre temporanee e l'esposizione permanente Au fil des ondes. Vi ha sede l'Association Valdôtaine des Archives Sonores a cui è affidata la gestione della struttura.

## Storia
Runaz era già in epoca medievale il più popolato dei quattro villaggi di cui si componeva Avise e la sua posizione strategica, condivisa con il borgo principale di Avise, permetteva il controllo del traffico intermontano obbligato a passare sulla stretta gola di Pierre-Taillée.
La casaforte nota come Maison de Mosse venne costruita a Runaz tra il XIV e il XV secolo lungo l'antica strada romana detta via delle Gallie per volere della famiglia dei d'Avise, già presente in loco e residente ad Avise nel XII secolo secondo lo storico Jean-Baptiste de Tillier o fin dal X secolo secondo altre fonti. La famiglia, che poteva controllare l'accesso alla Valdigne, fu una delle più potenti della Valle d'Aosta e una delle poche a non volersi alleare con Casa Savoia.
I nobili d'Avise detennero a lungo il feudo di Avise e nei secoli fecero edificare il Castello di Avise e il Castello di Blonay nel borgo principale e il Castello di Cré poco sopra al borgo.
In particolare, fu nel XV secolo che il ricco feudo venne suddiviso tra i quattro fratelli della famiglia d'Avise: Jean detto le Jeune divenne signore di Runaz, Jean detto l'Ancien divenne signore di Valgrisenche, Boniface d'Avise divenne signore d'Avise e il fratello Rolet divenne signore di Léverogne e Planaval, oggi frazioni del comune di Arvier.

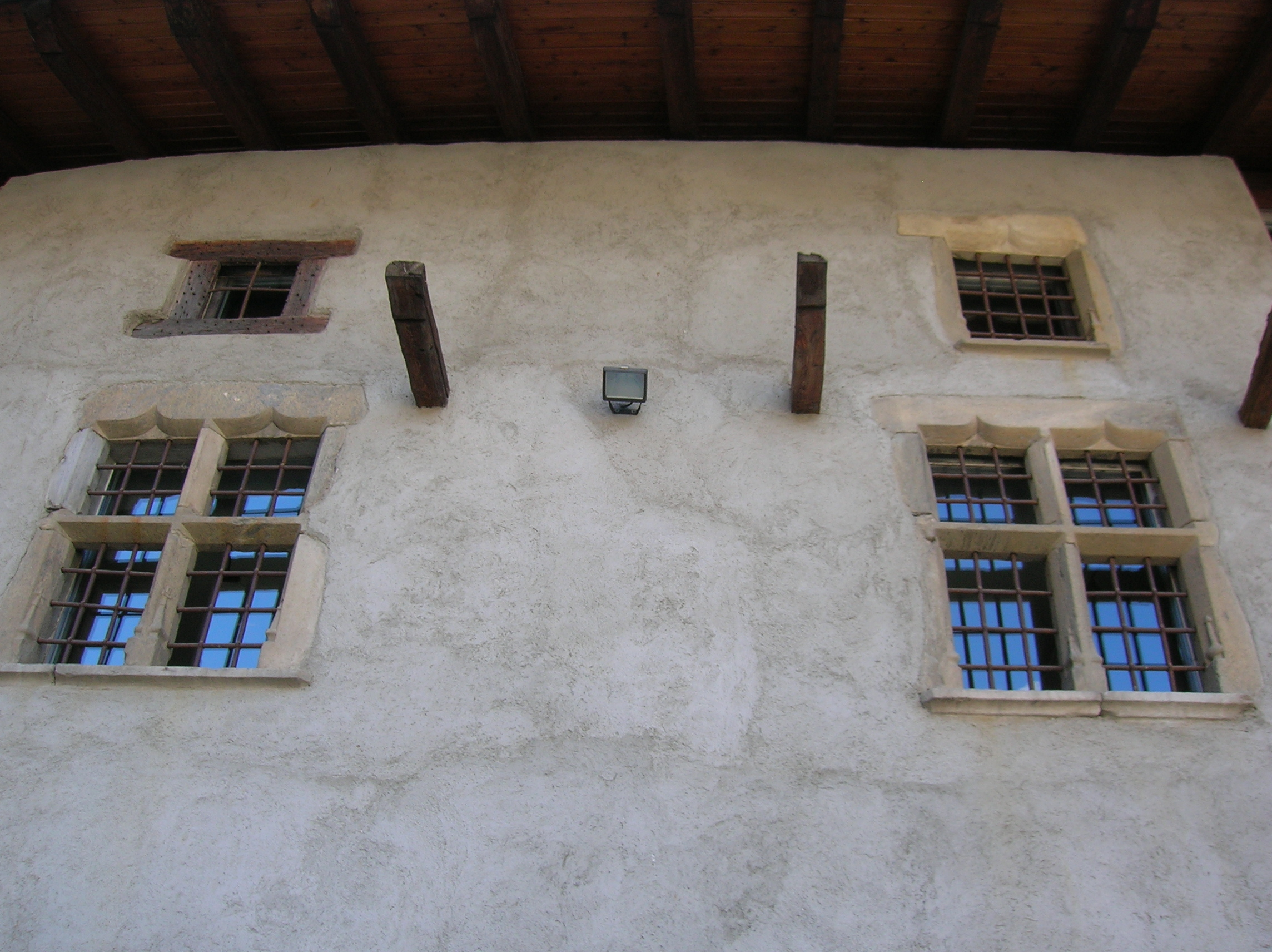
Dettaglio delle finestre decorate

Probabilmente fu Jean le Jeune che volle apportare alcune migliorie alla casaforte, più in sintonia con le mutate esigenze nobiliari: la Maison de Mosse venne ingentilita, ingrandita e trasformata in un'abitazione signorile.
All'estinzione della famiglia d'Avise, la Maison de Mosse passò in mano a vari proprietari; le ultime famiglie che l'abitarono furono i Milliéry, i Lyabel, i Martinod e i Vallet.
Nel 1962 venne definitivamente abbandonata e fu recuperata per l'uso pubblico e socio-culturale a partire dal 1978, quando fu acquistata dalla Regione Valle d'Aosta per essere trasformata in biblioteca e diventare, dal 1995, la sede dell'Association Valdôtaine Archives Sonores, associazione nata per raccogliere la memoria orale e le testimonianze etnografiche degli anziani in un'epoca di grandi trasformazioni sociali e culturali che interessavano anche il territorio montano.

### La leggenda della Maison de Mosse
Secondo una leggenda, la Maison de Mosse fu l'unico edificio di Runaz ad essere risparmiato dall'incendio appiccato nel 1691 dalle truppe francesi. In seguito, nella cave della casaforte venne ritrovato un antico teschio conservato in uno scrigno di legno, e si credette che avesse difeso l'edificio dall'incendio. Da allora, ogni anno alla vigilia di Ognissanti, i proprietari del teschio lo riportano al cimitero di Avise, ma ogni anno nella notte il teschio sfugge dal cimitero tornando da solo alla Maison de Mosse per custodirla.

## Architettura
Anche se la struttura risale al XIV o al XV secolo, spiccano gli elementi tardo-gotici tra cui le finestre a crociera del XVI secolo, carenate e riquadrate con la pietra di Villeneuve.
Il grande portale d'ingresso è sormontato dalla tipica decorazione in pietra a chiglia rovesciata.
Notevole il complesso camino decorato di guglie che spunta dal tetto.
Secondo la tradizione, non confermata, una sala del piano interrato in cui si conserva una volta sarebbe la testimonianza di una struttura preesistente, forse un convento. Sempre la tradizione vuole che da un sotterraneo della casaforte si partisse un cunicolo che giungeva fino alle prigioni del villaggio.

## Il museo e l'archivio
Nella Maison de Mosse vengono allestite mostre temporanee a carattere storico ed etnografico. 
La struttura ospita l'esposizione permanente Au fil des ondes, inaugurata in occasione dei 150 anni di telecomunicazioni in Valle d'Aosta e organizzata dall'Association Valdôtaine des Archives Sonores, e fino ad aprile 2012 ha ospitato come elemento principale della collezione il Suonatore di flauto, l'automa meccanico del 1840 di Innocenzo Manzetti, oggi al Centre Saint-Bénin di Aosta.
Oltre all'esposizione permanente sono state qui allestite le mostre:
- Du seau au janus (2005)
- La vigne: son histoire, ses travaux (1998)
- Les processions en Vallée d'Aoste (1997)
- Avise autrefois: les villages de Vedun et du Coudray (1997)
- Les Erba: une famille de menuisiers (1996)
- Le mariage (1996)
- Les sculpteurs du bois en Vallée d'Aoste (1996)
- Le carnaval de Bosses et de la Combe Froide (1990)
- La badoche de La Salle (1989)
- Documents historiques de l'autonomie valdotaine: 1943-1948
- 200 ans de la paroisse d'Excenex
- Noutro téatro (1986)
- L'émigration valdôtaine dans le monde (1985)
- L'école autrefois en Vallée d'Aoste (1983)
- Les ramoneurs.

L'archivio dell'AVAS, conservato alla Maison de Mosse, raccoglie 5.000 ore di ascolto di testimonianze sonore, tra cui più di 200 trasmissioni radiofoniche, 16 mostre a tema, materiale video e fotografico, tra cui decine d programmi televisivi e alcune migliaia di fotografie suddivise in una decina di fondi, vari oggetti e documenti. Sono inoltre conservati 40 volumi e le pubblicazioni dell'associazione

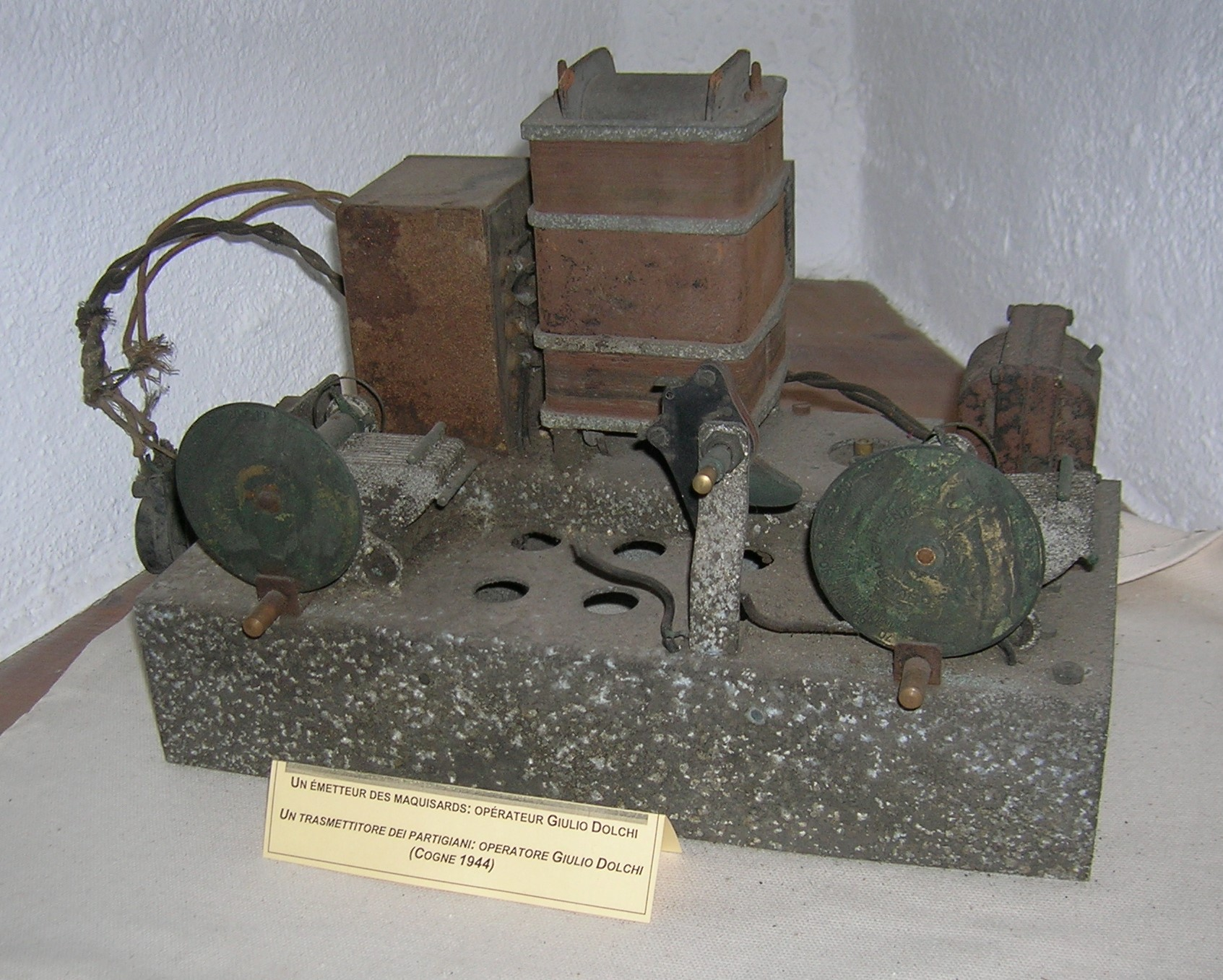
Trasmettitore dei partigiani.
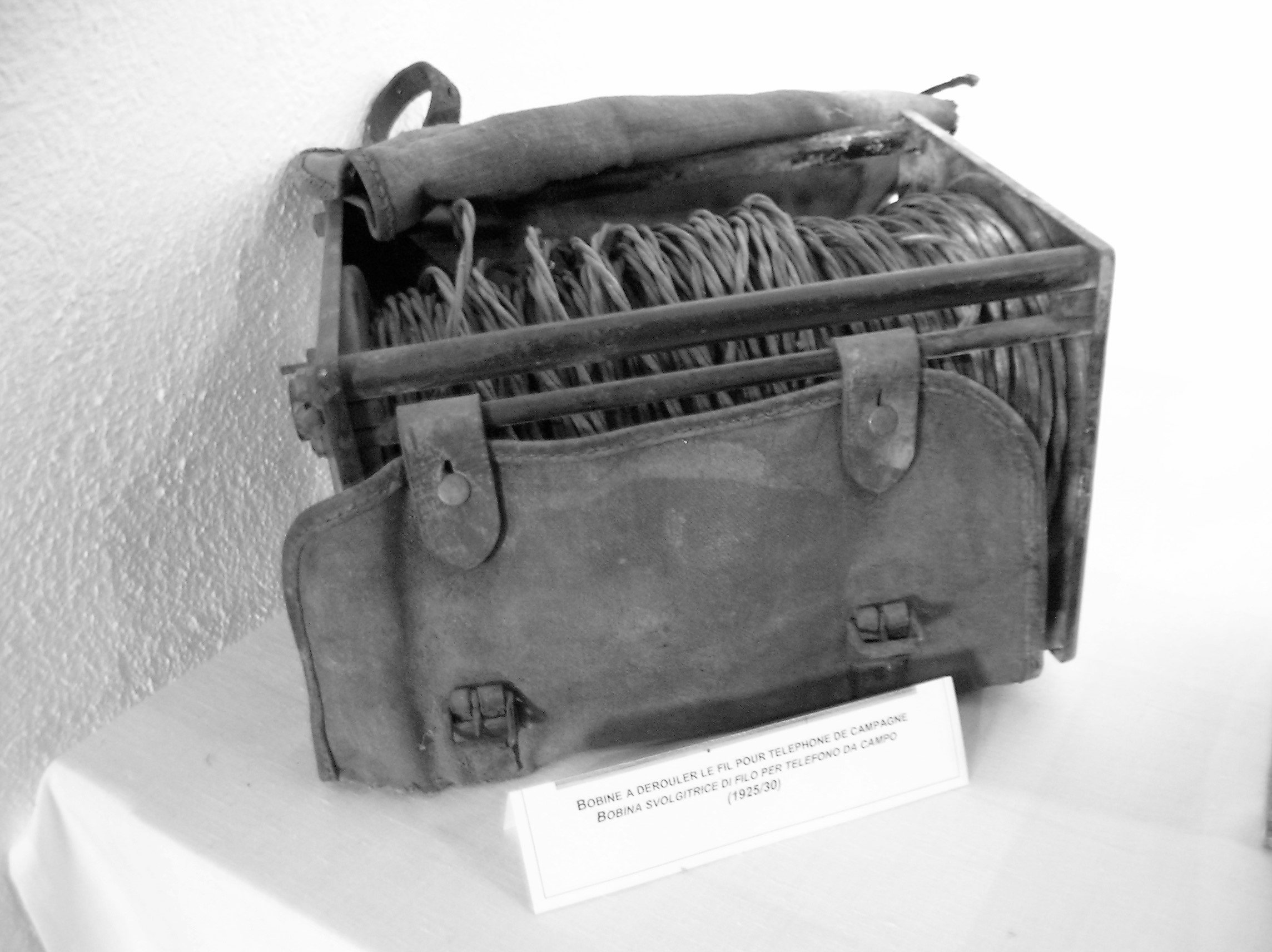
Bobina svolgitrice di filo per telefono da campo (1925-1930)
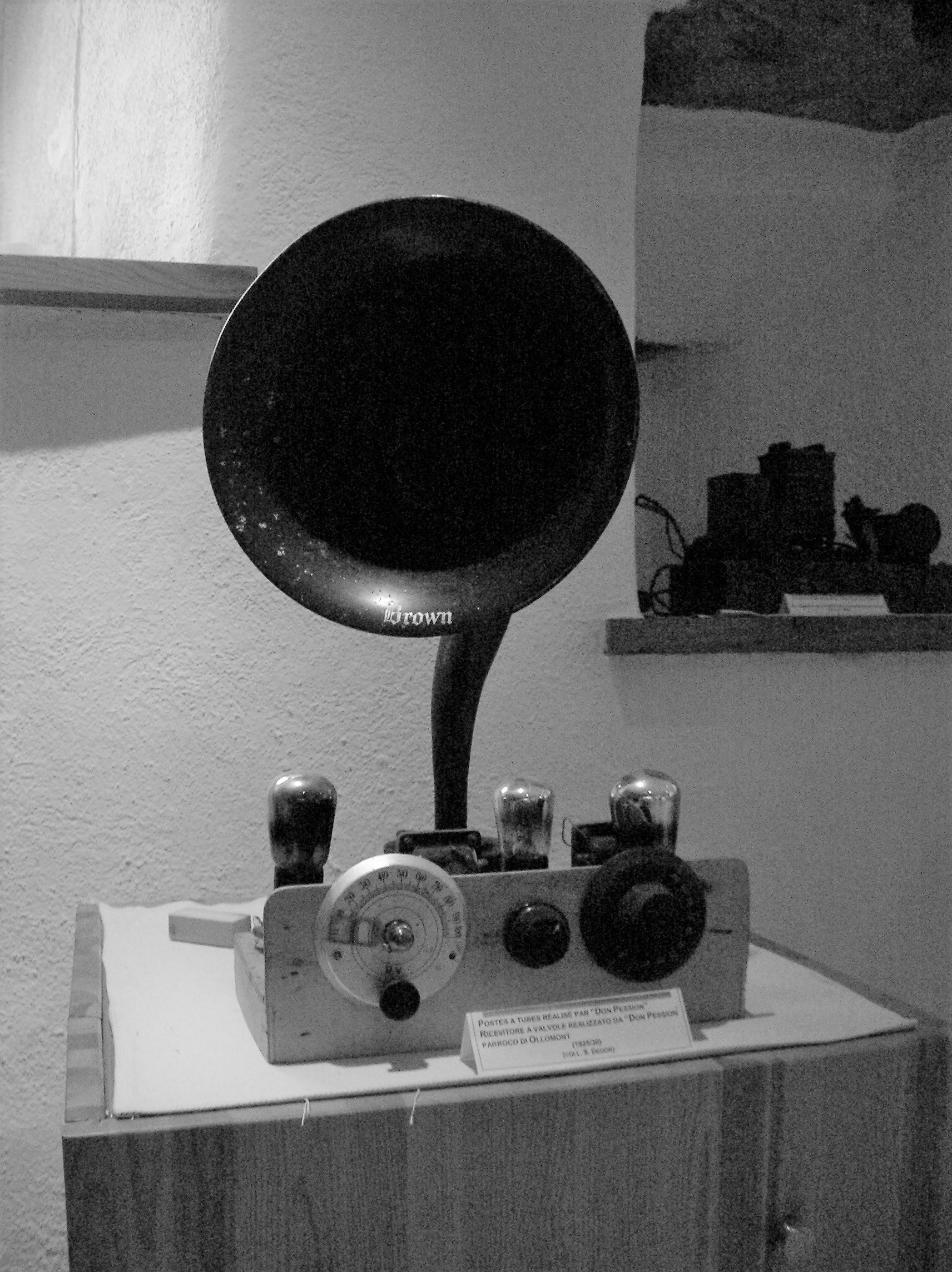
Ricevitore a valvole.
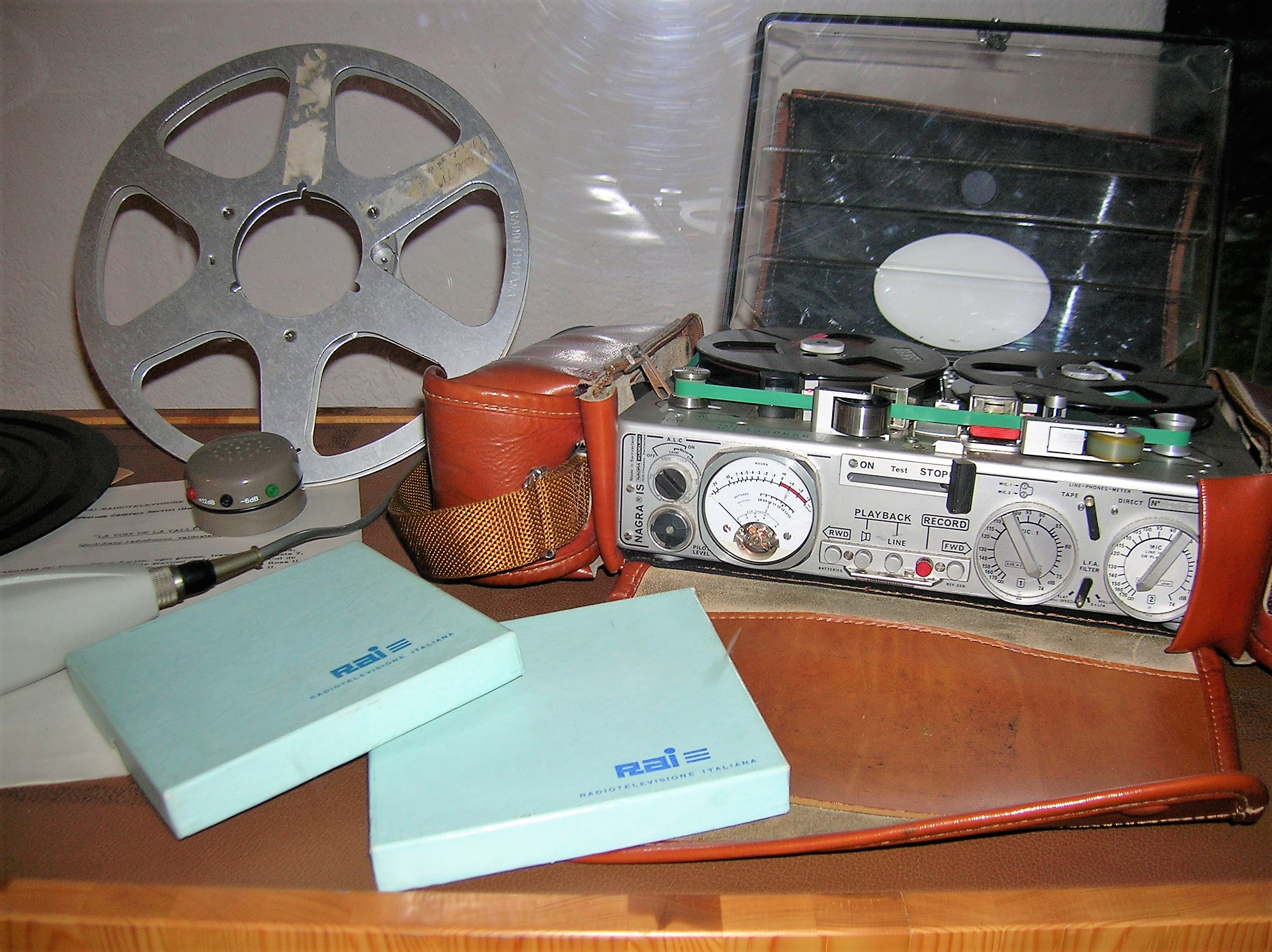
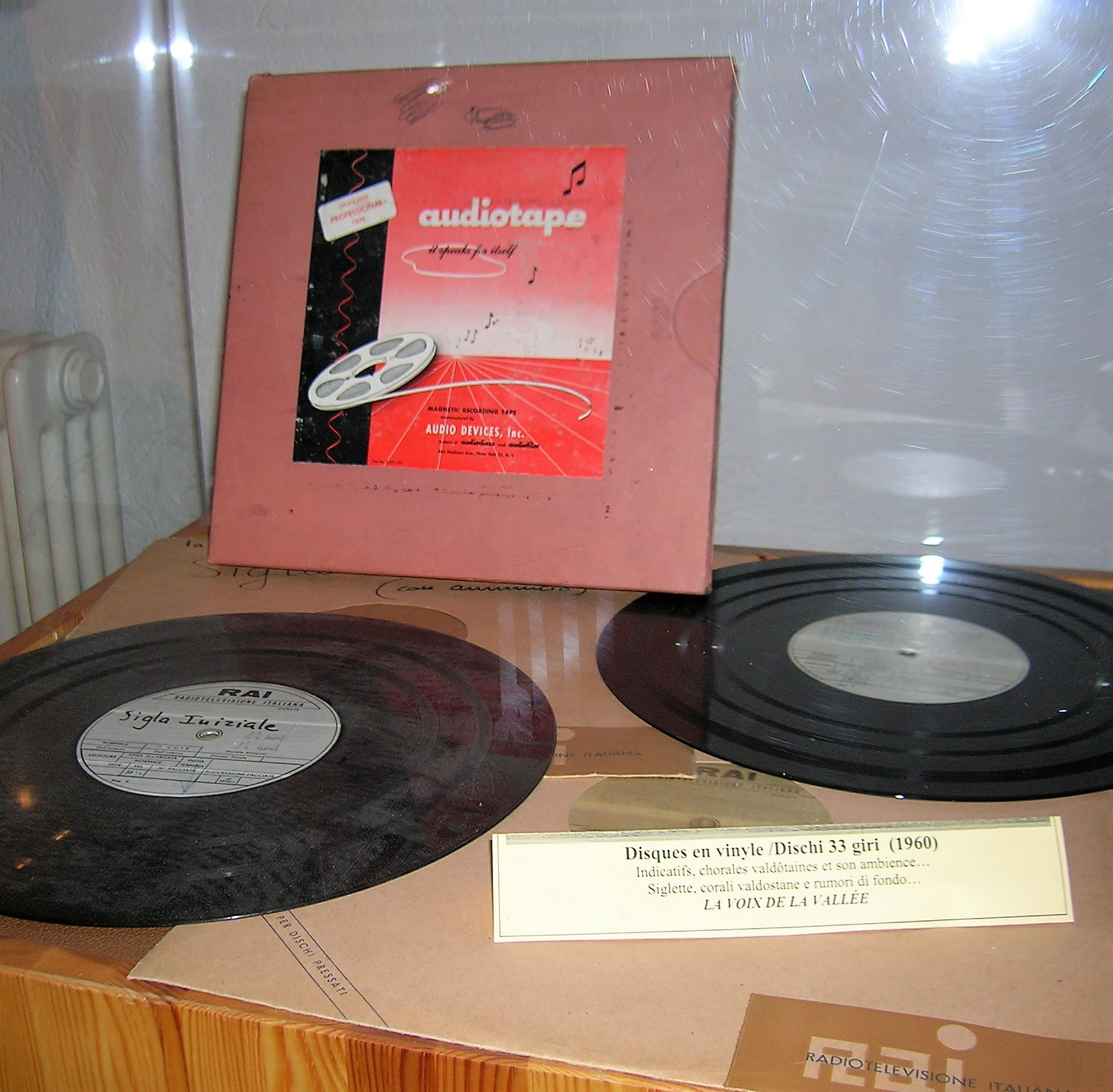
Dischi 33 giri (1960) con siglette, corali valdostane e rumori di fondo, La Voix de la Vallée